# Antioch (BART)
Antioch is een metrostation in de Amerikaanse plaats Antioch (Californië) aan de Pittsburg/Bay Point-SFO/Millbrae Line van het BART netwerk. Het station is het oostelijke eindpunt van eBART, een eilandbedrijf dat ten oosten van Pittsburg/Bay Point wordt onderhouden. In plaats van de metro zelf te verlengen werd tussen Pittsburg/Bay Point en Antioch normaalspoor aangelegd waar sinds 2018 een pendeldienst met dieseltreinstellen van het type Stadler GTW wordt onderhouden. Het station heeft een eilandperron in de middenberm van state route 4 dat met een loopbrug over de autosnelweg bereikbaar is vanaf het stationsgebouw aan de noordkant. Iets ten oosten van het station liggen het depot en de werkplaats van eBART.